# Wrattenbijter

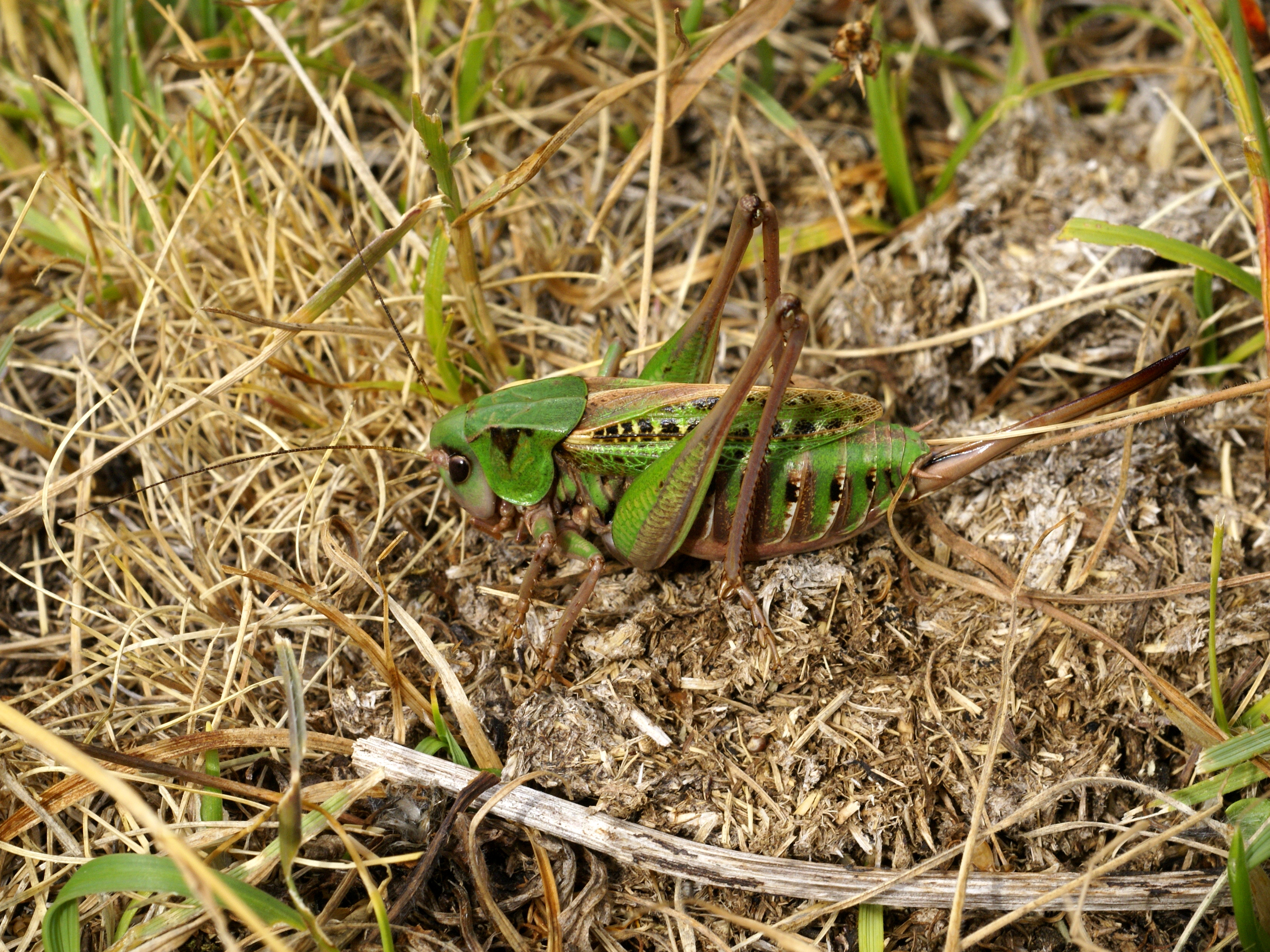
Vrouwtje met legboor

De wrattenbijter (Decticus verrucivorus) is een insect uit de familie van de sabelsprinkhanen (Tettigoniidae).

## Beschrijving
Het mannetje wordt 26 tot 34 millimeter lang, het vrouwtje zo'n 27 tot 42 millimeter en hiermee is het de grootste inheemse sprinkhaan van Nederland en België. Andere soorten zoals de grote groene sabelsprinkhaan (Tettigonia viridissima) worden nog wel langer, maar alleen als de legbuis en vleugels wordt meegerekend. De mannelijke wrattenbijter heeft vleugels die net over het achterlijf steken, maar een vrouwtje heeft iets langere vleugels en een ongeveer 1,5 centimeter lange legbuis, die sterk omhoog gekromd, en vaak bruin van kleur is. De kleur is egaal donkergroen met een bruine vleugelbasis en bruine poten. De variatie is echter groot, en er komen ook overwegend bruine of gele exemplaren voor. De wrattenbijter is een van de weinige soorten die vrijwel altijd donkerbruine tot zwarte vlekjes op het lijf heeft, maar ook is het lichaam meer gedrongen; de kop, het halsschild en de achterpoten zijn duidelijk forser.

## Leefwijze
Ondanks de grote achterpoten kan deze sprinkhaan niet goed springen, er worden kleine onhandige hupjes gemaakt die nog het meest doen denken aan een klein padje. Meestal probeert de wrattenbijter bij gevaar weg te komen door zich in de struiken te verstoppen, maar vanwege de grootte gaat dat gepaard met veel geritsel. De camouflage zorgt ervoor dat het dier nauwelijks zichtbaar is zolang er maar niet bewogen wordt, en deze soort is daarom een meester in het stilzitten. Met de krachtige kaken kan worden gebeten.
De soort leeft van onder andere tarwe en kan soms enorme schade aanbrengen in de akkerbouw.

## Verspreiding
De wrattenbijter komt voor in grote delen van Europa, van Frankrijk tot ver in Denemarken. In België is de soort echter vrijwel volledig uitgestorven en in Nederland komt de soort maar op enkele geïsoleerde plaatsen voor, evenals in het Verenigd Koninkrijk. In Nederland is de soort erg zeldzaam geworden. De meeste populaties kwamen voor op de noordwestelijke, centrale en zuidelijke Veluwe en bij het Drongelens kanaal in Noord-Brabant. Daar is de soort echter in amper vier decennia vrijwel compleet verdwenen; de laatste waarnemingen vanaf Nationaal Park de Hoge Veluwe dateren van 2016. Enkele onderzoeken in 2018 en 2020 hadden weinig tot geen resultaat. Er is een populatie nog enigszins levensvatbaar nabij de Hatertse vennen. Verder stierf de wrattenbijter uit in 't Gooi en verdwijnt deze waarschijnlijk ook op de Veluwe. Dit maakt dat uitsterving van deze iconische soort in Nederland vrij reëel wordt in de nabije toekomst. Dit heeft te maken met het feit dat schraalland onder druk staat als gevolg van stijgende stikstofdepositiewaarden, terwijl de wrattenbijter een pionierssoort is in schraalland. 
De wrattenbijter komt vooral voor in heideterreinen met een afwisselende, rijk gestructureerde begroeiing en in bergstreken gedijt hij ook goed. Omdat de soort niet goed kan vliegen, verspreidt hij zich bijzonder moeizaam naar andere geschikte leefgebieden. Van juni tot september zijn ze te zien, eerst nog als kleinere nimfen maar rond juli verschijnen de eerste volwassen exemplaren. Het voedsel bestaat deels uit kruidachtige planten, maar voor een belangrijk deel uit andere insecten, met name andere soorten sprinkhanen.
De wrattenbijter is in juli en augustus actief en is te horen van circa elf uur in de ochtend tot zeven uur 's avonds. Het geluid bestaat uit een serie klikjes die elkaar steeds sneller opvolgen tot een minutenlange ratel ontstaat.

## Naam
De naam wrattenbijter komt van een oud gebruik om deze soort bij wratten in de verdikking op de huid te laten bijten. De sprinkhaan heeft sterke kaken die de huid kunnen doordringen. Zoals bij vrijwel alle sprinkhanen wordt bij aanraking van de kop een stofje uitgescheiden dat bruin van kleur is. Dit zijn de maagsappen van de sprinkhaan en de corrosieve werking ervan op een wond doet deze dichtbranden.